# 蕭巌寿
蕭巌寿（しょう げんじゅ、1029年 - 1077年）は、遼（契丹）の政治家・軍人。契丹乙室部の出身。

## 経歴
重熙末年、初めて出仕した。道宗が即位すると、皇太后の推薦を受けて任用された。道宗が狩猟に出るときにはその手筈を整えたので、道宗に重んじられた。文班太保・同知枢密院事を歴任した。咸雍5年（1069年）、耶律仁先の下で阻卜を討って撃破した。咸雍10年（1074年）、敵烈部を討った功績により、敵烈部節度使となった。
太康元年（1075年）、同知南院宣徽使事となり、北面林牙に転じた。太康2年（1076年）、巌寿は「耶律乙辛は皇太子耶律濬が国政を取り仕切っているのに不安を抱き、張孝傑とともに陰謀を企んでいます。要地にいさせてはいけません」と密奏した。道宗の了解をえて、耶律乙辛は中京留守として出された。耶律乙辛の誕生日に道宗が近臣の耶律白斯に賜物を持たせて祝わせたところ、耶律乙辛は「臣の見るところ姦人が朝廷にあって、陛下は危険にさらされています。わが身は外にあって、ひそかに憂慮しているところです」と言って耶律白斯に伝えさせた。道宗は人を派遣して耶律乙辛に車を賜り、「心配するな、すぐに召し出そう」と諭した。このためかえって巌寿のほうが疑われるようになり、順義軍節度使として出された。
耶律乙辛が北院枢密使として復帰すると、巌寿は烏隗路に流された。太康3年（1077年）、道宗の廃立を図ったと耶律乙辛に誣告されて、殺害された。享年は49。
乾統年間、名誉を回復されて同中書門下平章事の位を追贈され、画像が宜福殿に飾られた。

## 伝記資料
- 『遼史』巻99 列伝第29